# Pierina de Neupurg
Pierina, baronesa de Neupurg ( -Viena, ) fue una mujer conocida por ser esposa morganática del príncipe Gustavo de Sajonia-Weimar-Eisenach.

## Biografía
Fue una de las hijas del médico dálmata, Domenicco Marcocchi (1808-1895) y su esposa Regina.
Hacia finales de la década de 1860 comenzó una relación con el príncipe Gustavo de Sajonia-Weimar-Eisenach, que servía en el ejército imperial y real austriaco y que estaba por entonces acuartelado en Dalmacia con su regimiento.
Gustavo y Pierina contrajeron matrimonio morganático en 1870. Gustavo pidió a su primo Carlos Alejandro, gran duque de Sajonia-Weimar-Eisenach que ennobleciera a su mujer. Carlos Alejandro se negó a esta petición, pero accedió a que Gustavo pidiese el ennoblecimiento a Francisco José I de Austria.
Finalmente, el 23 de mayo de 1873, Francisco José I de Austria elevó a Pierina al rango de baronesa con el título de Neupurg. A su vez su padre sería ennoblecido por Francisco José I en 1875 como Edler.
Murió el 22 de abril de 1879, siendo enterrada en el cementerio vienés de Hietzing. Tras su muerte sería enterrado junto a ella en 1892. En esta tumba se enterrarían posteriormente algunos miembros de la rama de la casa de Rohan establecidos en Austria.